# Golf van Alaska
De Golf van Alaska is een deel van de Grote Oceaan gelegen ten zuiden van Alaska tussen de Alexanderarchipel in het oosten en Kodiak Island in het westen. In het oosten vormt vanuit de golf de Cross Sound de meest noordelijke verbinding met de Inside Passage.
De kust van Alaska aan de Golf wordt gekenmerkt door ruige bergketens alsmede enkele aan de Golf grenzende gletsjers. Boven de Golf van Alaska vormen zich vele (sneeuw)stormen die langs de westkust van Noord-Amerika zuidwaarts trekken tot aan Mexico aan toe.